# Ixuxú (periódico)
Ixuxú («Iẍuẍú», en la grafía usada en la propia publicación) fue el primer periódico escrito completamente en asturiano. De periodicidad semanal comenzó a imprimirse en 1901 en Gijón y duró hasta 1902. Estaba dirigido por Francisco González Prieto (conocido como Pachu'l Péritu) y era de ideología ultraconservadora y ultracatólica.